# Baby kann warten
Baby kann warten ist ein Musical zur Sexualaufklärung Jugendlicher in Deutschland, das im Auftrag des Pharmaunternehmens Wyeth durch das  Marketingunternehmen Martin Stanscheidt Corporate Navigation-MSCN entwickelt und an mehreren Schultheatern aufgeführt wurde. Premiere war im März 2007 am Abtei-Gymnasium Brauweiler.
Ein Aufklärungsportal des Unternehmens (leilas-haus.de) stellte Material und Ratschläge zur Umsetzung zur Verfügung und schrieb für den besten Beitrag eine Prämie von 3000 Euro aus.
Die Handlung wurde von fünf Schülern in Absprache mit Martin Stanscheit geschrieben. Profimusiker wie Andy Susemihl – bekannt als Gitarrist von U.D.O. – schrieben die Lieder. Regie führte der Lehrer Thomas Goll. Für die Choreografie zeichneten Ray Lynch und sein Sohn Marcus Lynch verantwortlich.
Das Musical will Zeichen in der Aufklärung deutscher Jugendlicher setzen, Jugendliche in ihrer Sprache in einem wichtigen Aspekt ansprechen und einen Beitrag leisten, ihnen die Folgen des Geschlechtsverkehrs ins Bewusstsein zu rufen, und wie sie mit den Folgen umgehen können. Durch einen Wettbewerb wurden weitere Schulen einbezogen.

## Inhalt

### Erste Szene
Die erste Szene spielt in Luigis Eiscafé. Sie beginnt, kurz nachdem sich die Hauptperson Leila in ihren zwei Jahre älteren Nachhilfelehrer Moritz verliebt hat und sie ein Paar sind. Nun wird sie in Luigis Eiscafé von ihren Freundinnen Anna, Maren, Kitty und Vanessa über ihren neuen Freund ausgefragt. Voller Freude und glücklich über ihr Liebesglück singt sie das erste Lied Ich nehm’s leicht. Auch Moritz kommt mit seinen Freunden Benny und Tom ins Café und lädt Leila und ihre Freundinnen zu einer Party am Abend ein.

### Zweite Szene
Während Moritz bei den Partyvorbereitungen in Toms Garage hilft, erzählt er seinen Freunden, dass er Leila nach der Party gerne mit zu sich nehmen möchte, da seine Eltern nicht zu Hause sind. Sofort beginnen Benny und Tom, über einen möglichen Erfolg von Moritz zu spekulieren. Als die Party beginnt und Leila und Moritz sehr beschäftigt sind, beginnen auch Leilas Freundinnen über Moritz Absichten zu spekulieren.
Moritz versucht mittlerweile Leila dazu zu bewegen, bei ihm zu übernachten. Sie macht ihm klar, dass es noch kein bei und auch kein mit gibt, da sie erst seit zwei Tagen zusammen sind. Leila singt das Lied Baby kann warten.
Moritz wird Zeuge einer Schlägerei. Als er wieder in die Garage kommt und Leila fragen will, ob sie mit ihm und ein paar Freunden zum See kommen möchte, findet er nur Vanessa. Diese erzählt ihm aus Eifersucht, Leila sei schon gegangen. Tatsächlich war Leila nur auf der Toilette. Vanessa überredet Moritz, sie mitzunehmen, da Leila schließlich nicht mehr da sei. Als Leila zurückkommt und feststellen muss, dass Moritz gegangen ist, verlässt sie frustriert mit ihren Freundinnen die Party.

### Dritte Szene
Am nächsten Tag treffen sich alle Mädchen in Leilas Zimmer. Nach einem Telefonat mit Moritz ist sie wieder guter Laune und geht mit ihren Freundinnen in die Küche, um etwas zu essen. Nur Vanessa bleibt wegen einer angeblichen Diät in Leilas Zimmer. Während die anderen in der  Küche sind, piepst Leilas Handy. Vanessa nutzt ihre Chance und antwortet auf eine SMS von Moritz und löscht sie anschließend. Im Laufe des Tages wundert sich Leila darüber, dass Moritz sich nicht gemeldet hat. Schließlich hat sie wieder das Gefühl, er hätte sie sitzenlassen. Sie drückt ihren Frust mit dem Lied Deine Blicke aus.

### Vierte Szene
Im Eiscafé, wo alles begann, entlädt Leila ihren ganzen Frust bei ihren Freundinnen. Als Moritz mit seinen Freunden ins Café kommt und selbst sauer ist, eskaliert die Situation in einen Streit zwischen den beiden, ausgedrückt durch das Lied Mehr auch nicht. Leila stürmt schließlich wütend aus dem Eiscafé. Moritz streitet sich weiter mit Anna, Maren und Kitty. Bei diesem Disput stellt sich heraus, dass Vanessa alle Schuld trägt. Glücklich über die aufgeklärte Situation beginnen alle mit Vorbereitungen zu einer Versöhnungsparty in Luigis Eiscafé. Die Mädchen holen Leila. Nachdem Moritz ihr die wahre Geschichte erzählt hat, sind sie wieder vereint. Abschließend singen die beiden Hauptdarsteller das Duett Für immer, Für ewig.

## Berichterstattung
Es gab vor der Premiere Presseberichte in lokalen und überregionalen Medien. Neben Berichterstattungen in der Bild-Zeitung, Bravo und Bravo Girl äußerte sich die Kölnische Rundschau: „Eine gute Stunde eingängiger Popsongs, fetzige Rhythmen(...) und vor allem Szenen aus dem eigenen Leben an der Schwelle zur Erwachsenenwelt“.

## Premiere
Die Premiere fand am Abtei-Gymnasium in Brauweiler unter der Regie des Lehrers Thomas Goll statt.